# Karl Rudolf Friedenthal
Karl Rudolf Friedenthal (Breslavia, 15 settembre 1827 – Giesmannsdorf, 7 marzo 1890) è stato un avvocato, imprenditore e politico tedesco, deputato nel Regno di Prussia.

## Biografia
I genitori di Friedenthal furono Nephtali Markus Friedenthal, commerciante, banchiere e consigliere comunale a Breslavia, e Amalie nata Landsberger. Membri della seconda comunità ebraica più grande della Germania dopo Berlino, padre e figlio furono battezzati protestanti nel 1832. Iniziò a studiare giurisprudenza all'Università di Breslavia e divenne attivo nel Corpo della Slesia Breslau. Come membro inattivo, si trasferì all'Università Ruprecht-Karls di Heidelberg ed all'Università Friedrich-Wilhelms di Berlino. Dopo gli esami entrò inizialmente nell'amministrazione della giustizia nel Regno di Prussia, ma dovette dimettersi dopo la morte del padre nel 1854 per poter gestire il grande patrimonio del padre.
Nel 1857 divenne amministratore distrettuale nel distretto di Grottkau. Nel 1861 sposò Fanny von Rosenberg (1829–1912). La coppia ebbe un figlio, morì giovane, e due figlie: Elsbeth sposò il barone Ernst von Falkenhausen auf Bielau, l'altra sposò Freiherr Oskar von der Lancken-Wakenitz, che ricoprì una posizione di rilievo nel servizio diplomatico tedesco. Fu accolta la richiesta del genero Falkenhausen di potersi chiamare barone von Friedenthal-Falkenhausen, ottenendo il fedecommesso Friedenthal stabilito dal suocero. Karl Rudolf Friedenthal, di orientamento politicamente liberale, fu cofondatore del Partito Conservatore Liberale nel 1867 e successivamente membro del Reichstag della Confederazione Tedesca del Nord e del parlamento dell'Unione doganale tedesca (1867–1871). Dal 1871 al 1881 fu membro del Reichstag tedesco.
Come membro della Camera dei rappresentanti prussiana (1870-1879), Friedenthal svolse un ruolo attivo nella riforma distrettuale del 1872. Contribuì a redigere principali contenuti dei regolamenti distrettuali del 1872 per le cinque province orientali della Prussia (in vigore deal 1874), che si basarono sul principio dell'autoamministrazione. Nel maggio 1872, insieme al conte Johannes Maria von Renard (a Groß-Strehlitz in Slesia), acquistò il maniero di Hohenschönhausen dall'amministratore distrettuale Georg Scharnweber per 265.000 talleri del Reich e lo fece gestire da un amministratore.
Dal settembre 1874 fu ministro prussiano dello Stato e dell'Agricoltura. In tale veste fondò la Commissione Centrale per le torbiere. Si dimise, tuttavia, dopo la svolta di Otto von Bismarck in politica interna, il 12 luglio 1879. Dopo aver lasciato l'incarico di Ministro di Stato, nel 1879 acquistò la tenuta di Deutsch-Wartenberg nella Bassa Slesia. In seguito visse alternativamente a Deutsch-Wartenberg e nella tenuta paterna di Giesmannsdorf, vicino a Neisse. Nel 1881 si ritirò dalla politica attiva per dedicarsi nuovamente all'amministrazione delle sue proprietà agricole e industriali.
Una strada di Schmargendorf venne intitolata a Friedenthal intorno al 1908. Il 16 maggio 1938, quando i nazionalsocialisti rinominarono tutte le strade intitolate a cittadini di origine ebraica, a questa fu dato il nome di Schellendorffstraße (da Paul Bronsart von Schellendorff). Nel 1997 il parco di Halensee è stato denominato Parco Friedenthal ed il 15 settembre 1997 è stata svelata una targa di bronzo in suo onore.

## Onorificenze

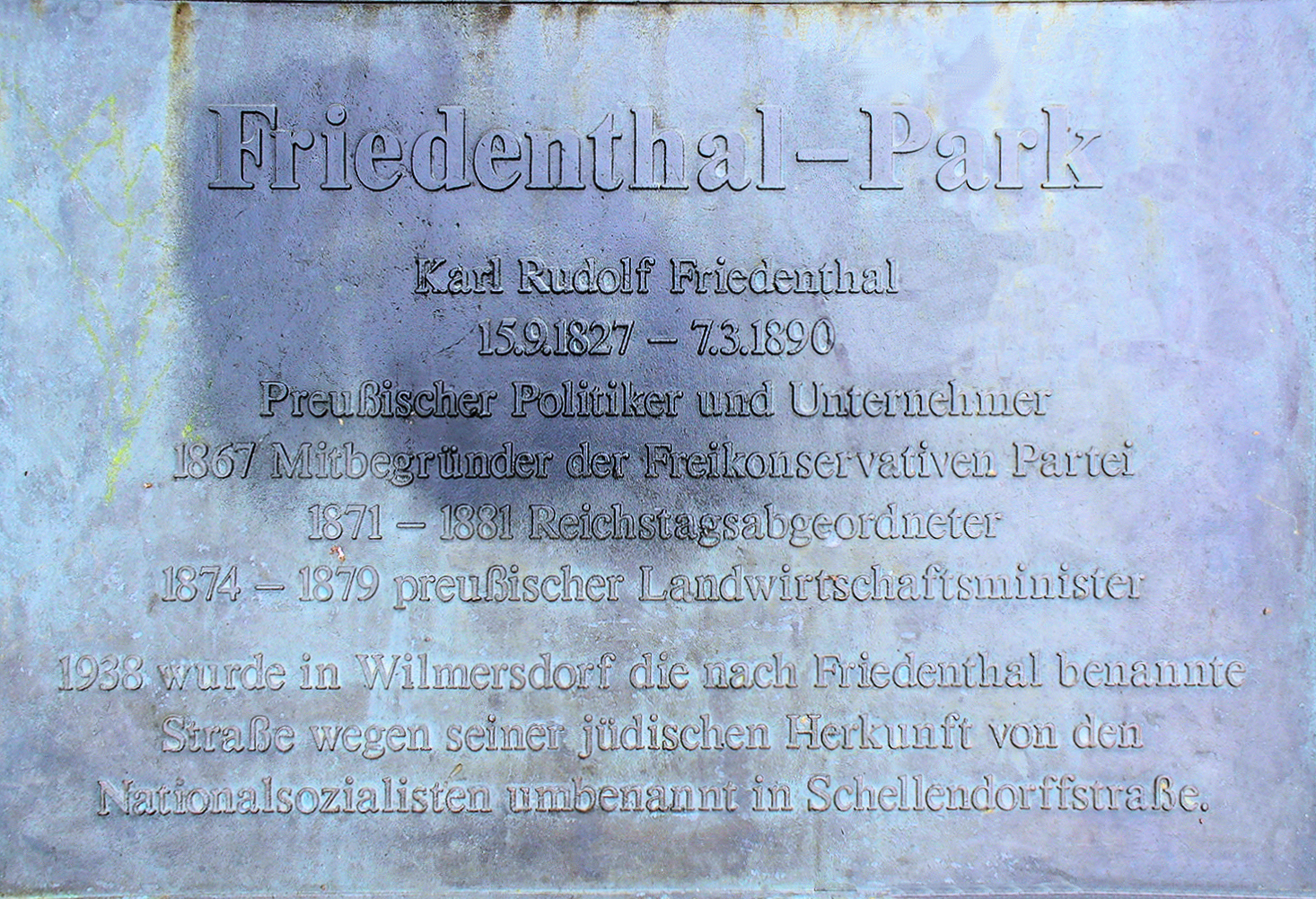
Targa commemorativa nel Parco Friedenthal, a Berlino-Grunewald

- Nel 1879 rifiutò l'elevazione al rango di Pari che gli era stata offerta[7] [8].
- Targa commemorativa: Halenseestraße, Charlottenburg-Wilmersdorf
- Parco: Karl-Friedenthal-Park, Charlottenburg-Wilmersdorf
- Via: Friedenthalstraße [storica], Wilmersdorf (oggi Charlottenburg-Wilmersdorf)